# Première bataille de Polotsk
Pour les articles homonymes, voir Bataille de Polotsk.
Sixième Coalition
Batailles
Campagne de Russie (1812)
- Liste des batailles
- Mir
- Moguilev
- Ostrovno
- Vitebsk
- Kliastitsy
- Smolensk
- 1re Polotsk
- Valoutina Gora
- Moskova
- Moscou
- Winkowo
- 2e Polotsk
- Maloïaroslavets
- Gorodnia
- Czaśniki
- Viazma
- Smoliani
- Krasnoï
- Bérézina

Campagne d'Allemagne (1813)
- Dantzig
- Lunebourg
- Möckern
- Lützen
- Bautzen
- Reichenbach
- Haynau
- Luckau
- Hoyerswerda
- Lauenbourg
- Goldberg
- Gross Beeren
- Katzbach
- Dresde
- Kulm
- Dennewitz
- Peterswalde
- Liebertwolkwitz
- Leipzig
- Hanau
- Sehested
- Torgau
- Hambourg

Campagne de France (1814)
- Sainte-Croix-en-Plaine
- Besançon
- Mayence
- Metz
- Saint-Avold
- 1re Saint-Dizier
- Brienne
- La Rothière
- Campagne des Six-Jours (Champaubert
- Montmirail
- Château-Thierry
- Vauchamps)
- Mormant
- Montereau
- Bar-sur-Aube
- Saint-Julien
- Laubressel
- Berry-au-Bac
- Craonne
- Coutures
- Laon
- Soissons
- Mâcon
- Reims
- Saint-Georges-de-Reneins
- Limonest
- Arcis-sur-Aube
- Fère-Champenoise
- 2e Saint-Dizier
- Meaux
- Claye
- Villeparisis
- Paris

- Feistritz
- Caldiero (en)
- Trieste
- Mincio

- Hoogstraten (de)
- Anvers
- Berg-op-Zoom
- Courtrai

La première bataille de Polotsk se déroule en deux temps : le 17 août 1812, les troupes russes commandées par Pierre Wittgenstein arrêtent une manœuvre de diversion vers Saint-Pétersbourg menée par les troupes franco-bavaroises de Nicolas-Charles Oudinot, duc de Reggio ; le 18, celles-ci feignent de se replier et lancent une contre-attaque sans résultat décisif. Les armées campent ensuite sur leurs positions de part et d'autre du fleuve Dvina. Elles y restent jusqu'à la seconde bataille de Polotsk qui a lieu pendant la même campagne deux mois plus tard.

## Contexte
Le corps d'Oudinot simule une avance vers Saint-Pétersbourg pour inquiéter les Russes et les empêcher de couper la ligne de ravitaillement de Napoléon qui se dirige vers Smolensk. Après la bataille de Klyastitsy (30 juillet - 1er août 1812) où il subit des pertes mineures, Oudinot fait retraite sur Polotsk. Il fait sa jonction avec le 6e corps, contingent de l'armée bavaroise alliée de la France commandé par le général français Laurent de Gouvion-Saint-Cyr.

## La bataille
Le 17 août, le 1er corps d'infanterie mené par Wittgenstein attaque les positions françaises près du village de Spas. Les Français défendent leurs positions et contre-attaquent avec des pertes élevées ; Oudinot, blessé à l'épaule, doit remettre le commandement à Gouvion Saint-Cyr. Les deux armées passent la nuit sur leurs positions.
Le matin suivant, Gouvion Saint-Cyr ordonne à ses équipages de repasser la Dvina vers l'ouest, sous la protection de la cavalerie, pour faire croire qu'il se replie vers Vitebsk. Il parvient à tromper Wittgenstein sur la destination de l'opération. Vers 16h30, il lance ses troupes à l'offensive en prenant les Russes au dépourvu, les divisions françaises Merle, Verdier et Legrand sur la gauche, les divisions bavaroises Deroy et de Wrede sur la droite. Les Russes résistent avec une forte artillerie. Wittgenstein, en difficulté, organise une contre-attaque de cavalerie : les troupes françaises, mises en désordre, se retirent. De son côté, Wittgenstein se replie aussi sur la rive nord du fleuve Dvina.
Les Franco-Bavarois ont perdu 2 500 à 6 000 hommes tués ou blessés dont les généraux bavarois Deroy et Siebein (de) qui meurent de leurs blessures ; les Russes, 4 500 à 5 500,. 900 blessés bavarois sont soignés à Polotsk dans 4 hôpitaux improvisés dans un palais, deux monastères et un entrepôt à grains ; les conditions d'accueil sont précaires, l'eau souillée et la nourriture insuffisante. En septembre, 615 d'entre eux meurent de leurs blessures.

## Conséquences
Cette bataille vaut à Gouvion Saint-Cyr de recevoir, le 27 août 1812, la dignité de maréchal d’Empire. Quant à Wittgenstein, promu commandant de l'Armée du Nord, il y gagne une grande popularité et le qualificatif de « sauveur de Saint-Pétersbourg ».
Pendant les deux mois suivants les belligérants évitent toute tentative susceptible de perturber l'équilibre des forces de part et d'autre de la Dvina : les Russes pour protéger Saint-Pétersbourg et peser sur le flanc nord de la Grande Armée, les Franco-Bavarois pour protéger les entrepôts de Vitebsk avec leurs réserves logistiques, et les arrières de Napoléon. Cet équilibre se maintient jusqu'à la seconde bataille de Polotsk, les 18-20 octobre 1812. 

Galerie
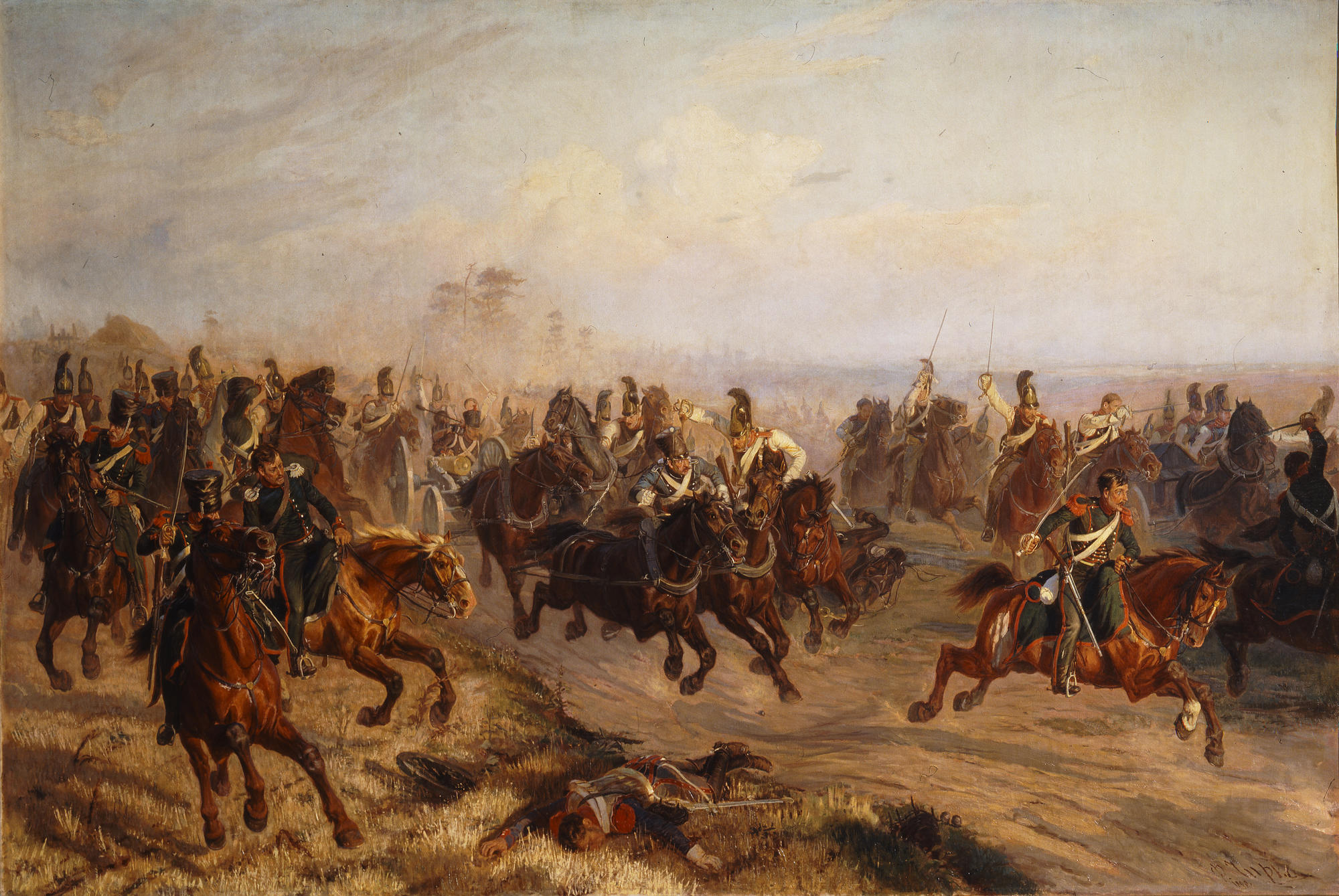
Charge de cavalerie à Polotsk, peinture de Philippe Tchirko, 1890.
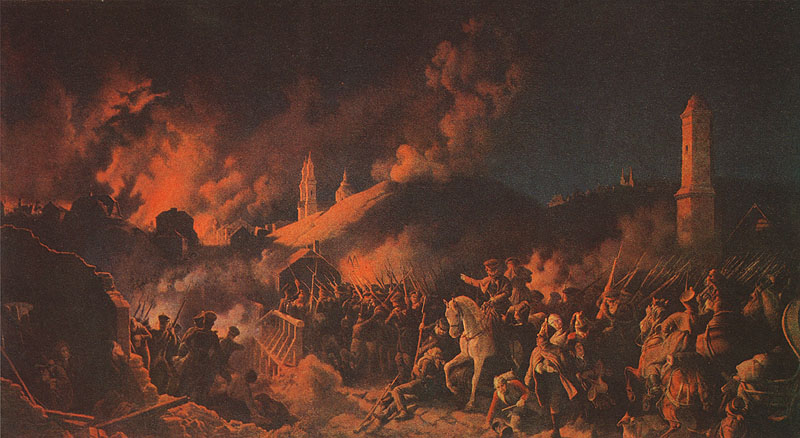
Le combat dans le village incendié, toile de Peter von Hess, 1792-1871.
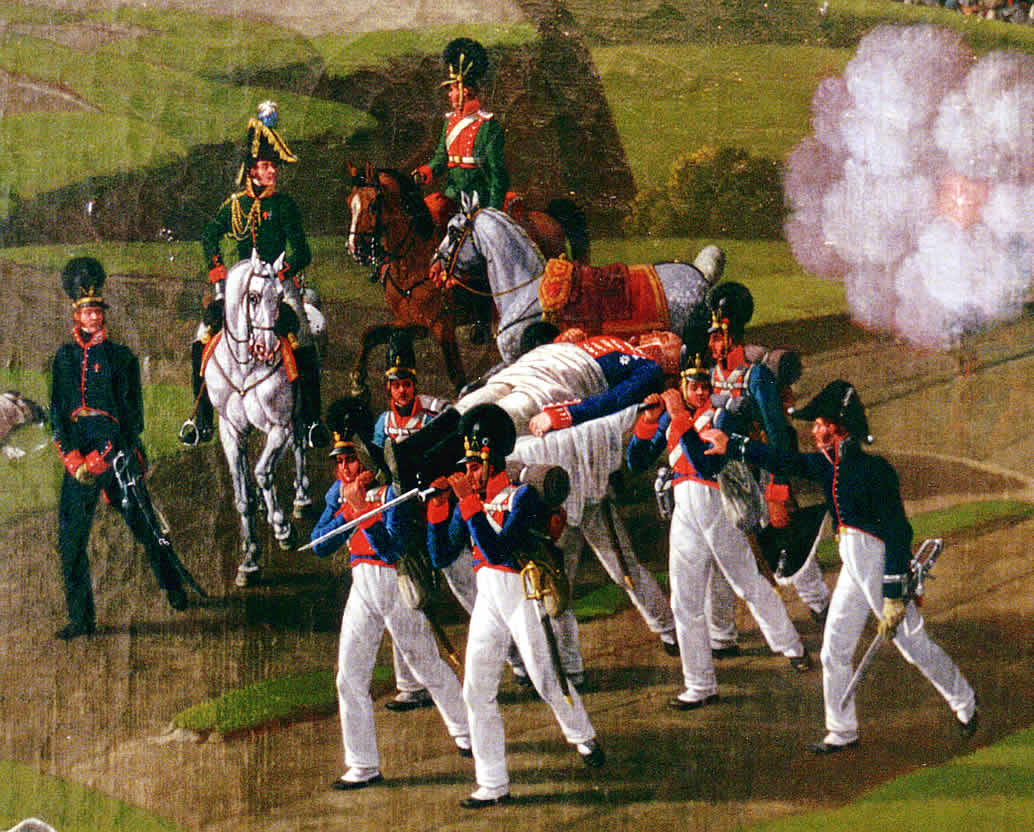
Funérailles du général Bernard Erasme von Deroy à Polotsk, peinture de Wilhelm von Kobell, 1813.